# Montefiore (Tel Aviv)
Montefiore (hebrejsky: מונטיפיורי) je čtvrť v centrální části Tel Avivu v Izraeli. Je součástí správního obvodu Rova 6 a samosprávné jednotky Rova Lev ha-Ir.

## Geografie
Leží na východním okraji centrální části Tel Avivu, cca 2 kilometry od pobřeží Středozemního moře, v nadmořské výšce okolo 20 metrů. Po jejím východním okraji prochází takzvaná Ajalonská dálnice (dálnice číslo 20), která tudy vede společně s železniční tratí na níž je zde situována železniční stanice ha-Šalom) a korytem toku Nachal Ajalon.

## Popis čtvrti
Čtvrť na severu vymezuje ulice Giv'at ha-Tachmošet, na jihu ulice ha-Rakevet, na východě Ajalonská dálnice a na západě Derech Menachem Begin. Zástavba má charakter husté blokové městské výstavby. Do ní prostupuje nová výšková zástavba. V roce 2007 tu žilo 634 lidí. Severozápadně odtud leží čtvrť ha-Kirja, na jihozápadě ha-Rakevet (považována za podčást čtvrti Montefiore) a na západě Lincoln. 